# AN-M50
AN-M50 bezeichnet eine Reihe US-amerikanischer Bündelbomben des Zweiten Weltkriegs, die als Brandbombe im September 1941 verfügbar war. Der erste Typ der Baureihe (AN-M50A1) ist eine Weiterentwicklung der britischen Stabbrandbombe INC 4 LB MK II.

## Typenreihe
Aus der Reihe der AN-M50 sind etliche Typen bekannt:
- AN-M50A1  Kampfstoffinhalt: „thermate (TI I3)“ Ursprungsversion
- AN-M50A2  Kampfstoffinhalt: „thermate (TI I3)“ wasserdichte Zündung
- AN-M50A3  Kampfstoffinhalt: „thermate (TI I3)“
- AN-M50TA2 Kampfstoffinhalt: „cadmium“
- AN-M50XA1 Kampfstoffinhalt: „filled with an antipersonnel explosive element of 170 grains of black powder“
- AN-M50XA3 Kampfstoffinhalt: „contains an explosive charge of tetryl pellets“

Die teilweise unvollständige Kennzeichnung der Typen hat mehrfach zu Problemen bei Bombenentschärfung, Demilitarisierung und Entsorgung dieser Typenreihe geführt.

### AN-M50A3

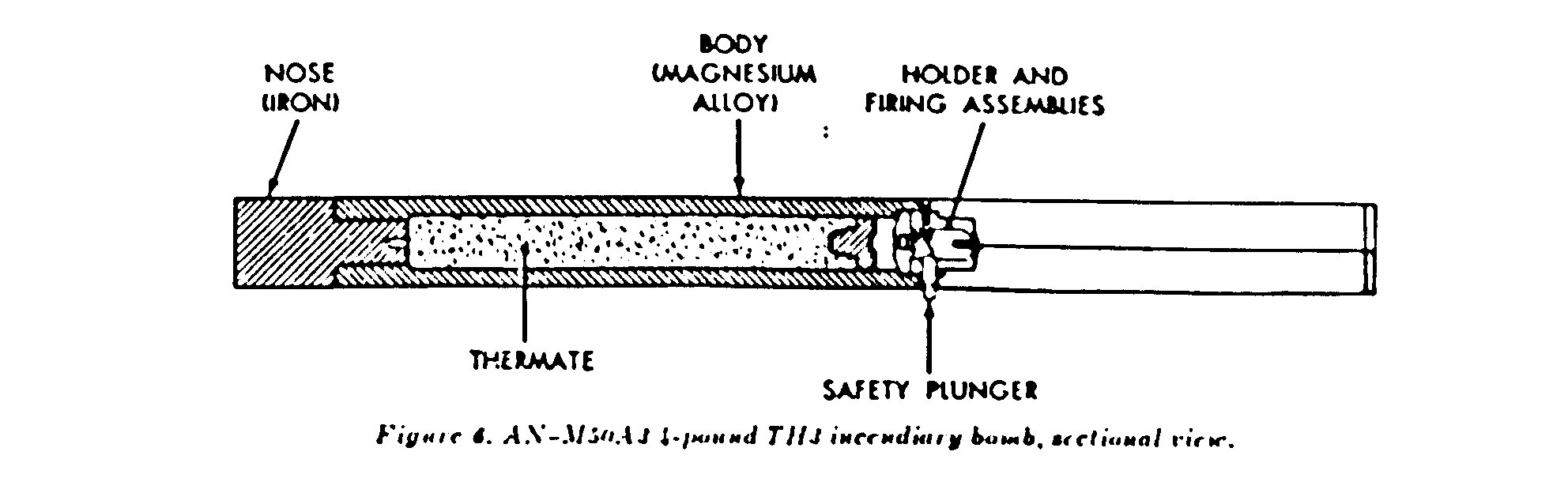
Funktionsskizze AN-M50

Die Grundform des Körpers ist sechseckig, länglich ohne Stabilisierungsflügel. Die Grundfarbe ist Grau. Ein violetter Streifen um ein Ende der Bombe identifiziert die AN-M50A3 als Brandbombe. Bombennomenklatur und Chargennummer sind auf dem Körper in lila aufgedruckt. Teilweise wurden Bomben nicht markiert, wenn sie innerhalb von 72 Stunden in Bombencluster gefüllt wurden.

## Montage
AN-M50 wurden als Bündel in Cluster-Behältern montiert. Die Bündelbomben sind im Querschnitt sechseckig. Dadurch können sie als Bündel mit unterschiedlichster Bestückung und Gewicht konfektioniert werden. Bekannte Cluster dieser Art sind:
- U.S. CLUSTER ADAPTER, INCENDIARY BOMB, PT1, M31
- U.S. CLUSTER ADAPTER, INCENDIARY BOMB, TH3, M32, M26
- U.S. CLUSTER BOMB, 500-LB, AN-M14 & AN-M17 SERIES

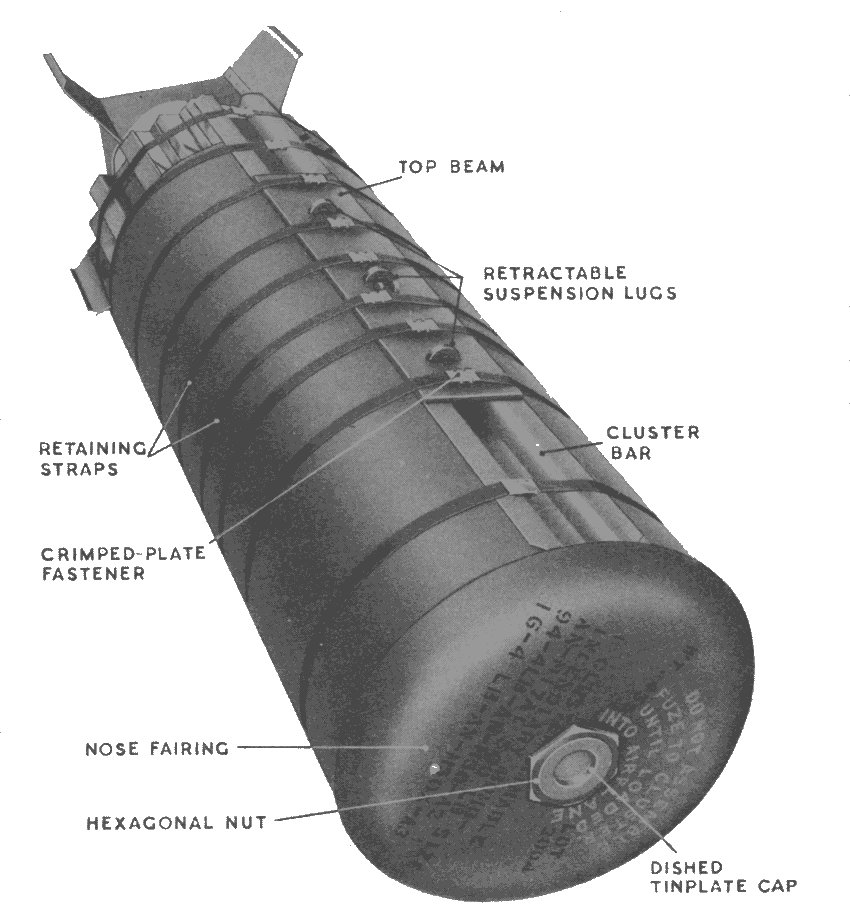
Clusterbomben-Behälter AN-M14 und AN-M17
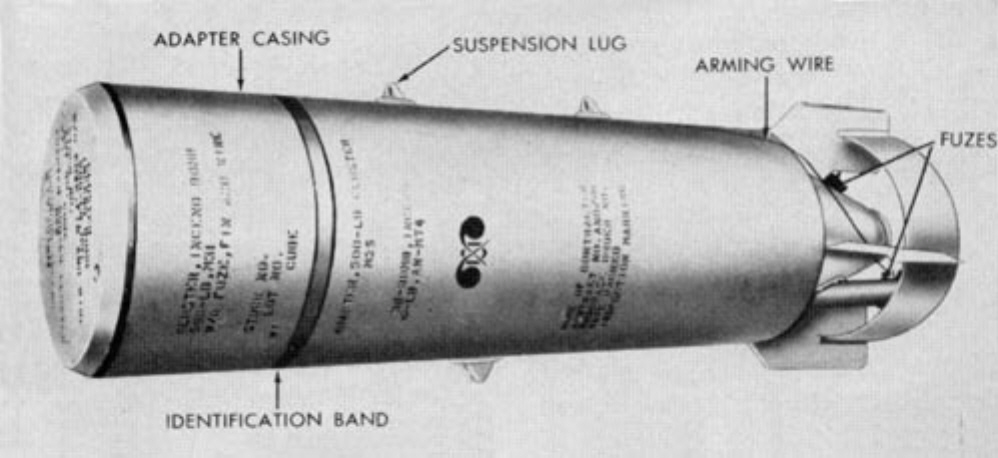
Clusterbomben-Behälter AN-M26 und AN-M32
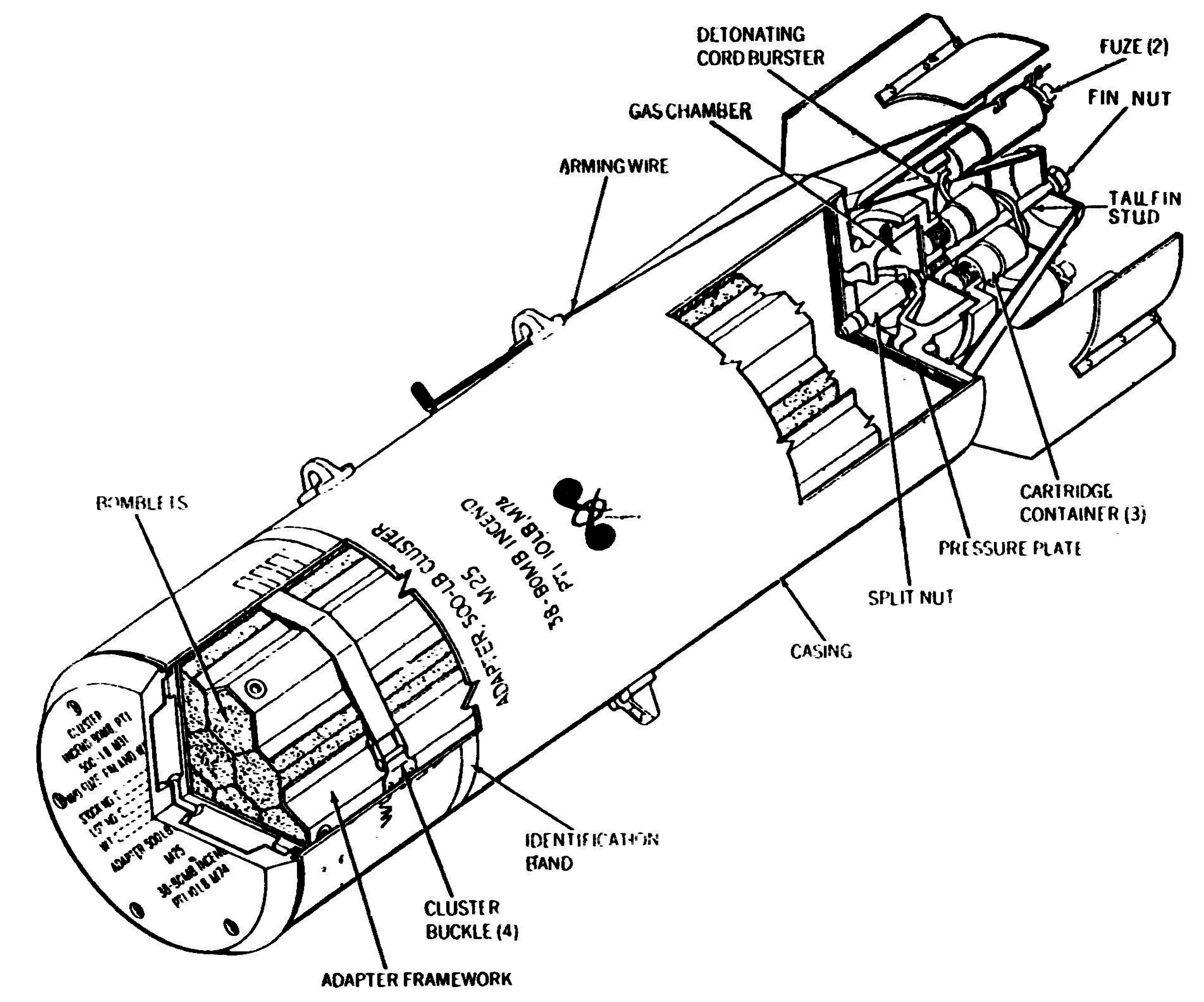
Clusterbomben-Behälter AN-M26 und AN-M32 (Funktionsskizze)